# Gainax
GAINAX Co., Ltd. (株式会社ガイナックス, Kabushiki-gaisha Gainakkusu) was een Japanse animatiestudio die bekend is geworden met commerciële animefilms.
Gainax vroeg op 29 mei 2024 een faillissement aan. Het nieuws werd openbaar op 7 juni 2024.

## Geschiedenis
Studio Gainax werd in 1981 onder de naam Daicon Film opgericht door de studenten Hideaki Anno, Yoshiyuki Sadamoto, Takami Akai en Shinji Higuchi. In 1985 kreeg het de huidige naam, waarbij het Japanse gaina een dialectbegrip is voor geweldig.
De bekendste animeserie van Gainax is Neon Genesis Evangelion uit 1995. De film bracht 150 miljard yen op, of omgerekend ruim 1 miljard euro.
De meeste oprichters hebben het bedrijf inmiddels verlaten, en zijn eigen animatiestudios gestart, maar werken nog wel samen met Gainax. De medewerkers van studio Gainax zijn sinds 2002 eregasten op de jaarlijkse animeconventie Connichi.

### Einde
Vanaf ongeveer 2012 verslechterde de economische situatie van het bedrijf, als gevolg van de schuldenlast die het management liet oplopen. Vanwege rechtszaken over ongedekte geldleningen verliet een groot aantal medewerkers de studio.
In 2018 is een nieuwe directeur aangesteld, die een jaar later werd gearresteerd wegens seksueel misbruik. Dit leidde ertoe dat Studio Gainax met grote financiële schulden zonder directeur kwam te zitten.
In mei 2024 werd het bedrijf aangeklaagd door meerdere schuldeisers, waarop het op 29 mei 2024 een verzoek tot faillissement heeft ingediend bij de rechtbank van Tokio.

## Werken

### Films
- Wings of Honneamise (1987)
- Nadia – The Secret of Blue Water – The Movie (1991)
- Neon Genesis Evangelion: Death & Rebirth (1997)
- Neon Genesis Evangelion: End of Evangelion (1997)
- Gurren Lagann Parallel Works (2008)
- Tengen Toppa Gurren Lagann: Gurren-hen (2008)
- Tengen Toppa Gurren Lagann: Lagann-hen (2009)
- Hōkago no Pleiades (2011)

### Video-animaties
- Appleseed (1988)
- Gunbuster (1988)
- Beat Shot!! (1989)
- Circuit no Ōkami II: Modena no Tsurugi (1990)
- Honō no Tenkōsei (1991)
- Otaku no Video (1991)
- FLCL (2000)
- Anime Tenchō (2002)
- Re: Cutie Honey (2004)
- Top o Nerae 2! (2004)

### Televisieseries
- Nadia: The Secret of Blue Water (1990)
- Neon Genesis Evangelion (1995)
- Kare Kano (1998)
- Mahoromatic (2001)
- Abenobashi Mahō Shōtengai (2002)
- Mahoromatic – Motto Utsukushii Mono (2002)
- Puchi Puri Yūshi (2002)
- Gurren Lagann / Kono Minikuku mo Utsukushii Sekai (2004)
- He Is My Master (2005)
- Tengen Toppa Gurren-Lagann (2007)
- Shikabane Hime: Aka (2008)
- Shikabane Hime: Kuro (2009)
- Hanamaru Yōchien (2010)
- Panty & Stocking with Garterbelt (2010)
- The Mystic Archives of Dantalian / Dantalian no Shoka (2011)
- Medaka Box (2012)
- Medaka Box: Abnormal (2012)
- Stella Jogakuin Kōtōka C³-bu (2013)
- Mahō Shōjo Taisen (2014)
- Hōkago no Pleiades (2015)

### Computerspellen
- Dennō Gakuen/CYBERNETIC Hi-SCHOOL I-IV (1989-1991)
- Silent Möbius Case: Titanic (1990, 1998)
- Princess Maker I-III, V (1991-2007)